# Норвежско-финляндские отношения
Норвежско-финские отношения — двусторонние дипломатические отношения между Норвегией и Финляндией. Дипломатические отношения между странами были установлены в 1917 году, после обретения независимости Финляндией. У Финляндии есть посольство в Осло, а Норвегия имеет посольство в Хельсинки. Протяженность государственной границы между странами составляет 709 километров.

## Сравнительная характеристика
|                     | Норвегия                                           | Финляндия                                          |
| ------------------- | -------------------------------------------------- | -------------------------------------------------- |
| Население           | 5 594 340                                          | 5 568 637                                          |
| Территория          | 385 207 км²                                        | 338 145 км²                                        |
| Плотность населения | 13.1 чел./км²                                      | 16 чел./км²                                        |
| Столица             | Осло                                               | Хельсинки                                          |
| Крупнейший город    | Осло                                               | Хельсинки                                          |
| Правительство       | конституционная монархия                           | парламентско-президентская республика              |
| Язык                | норвежский                                         | финский                                            |
| Основная религия    | христианство                                       | христианство                                       |
| ВВП                 | 351 млрд долларов США (67,445 $ на душу населения) | 185 млрд долларов США (34,401 $ на душу населения) |
| ИЧР                 | 0,961                                              | 0,940                                              |

## История
В 1900-х годах многие в Норвегии боялись иммиграции финнов и квенов в Северную Норвегию, используя термин «финская угроза». В этих годах Норвегия планировала аннексировать часть Лапландии и использовать её в качестве буферной зоны. Однако, претензии на финские земли так никогда и не материализовались в открытый конфликт между государствами.
Обе страны являются полноправными членами Северного паспортного союза, Совета государств Балтийского моря и Совета Европы. Около 2000 норвежцев проживает в Финляндии и около 6332 финнов (15000-60000 квенов) проживает в Норвегии.
Послом Финляндии в Норвегии является Микаэль Антелл (с 2018).